# Kuala Pilah
Kuala Pilah is een stad en gemeente (majlis daerah; district council) in de Maleisische deelstaat Negeri Sembilan.
De gemeente telt 44.000 inwoners en is de hoofdplaats van het gelijknamige district.